# Chōkon
Pour plus de détails, voir Fiche technique et Distribution.
Chōkon (長恨) est un film japonais réalisé par Daisuke Itō, sorti en 1926. Seules quinze minutes de ce film sont conservées.

## Synopsis
Pendant la période Edo, Kazuma et Tsugio Iki, deux frères, aiment la même femme, Yukie. Lorsque Tsugio, perd la vue dans un combat, Yukie le soigne et tombe finalement amoureuse de lui. Ayant perdu tout ce qui lui est cher, Kazuma se lance dans un combat désespéré et, après avoir repoussé d'innombrables adversaires, est finalement tué.

## Fiche technique
- Titre français : Chōkon[2]
- Titre original : 長恨 (Chōkon?)[3]
- Réalisateur : Daisuke Itō
- Scénario : Daisuke Itō
- Photographie : Rokuzō Watarai
- Société de production : Nikkatsu
- Pays d'origine :  Empire du Japon
- Format : noir et blanc - 1,33:1 - 35 mm - muet
- Genres : jidai-geki, drame
- Durée :
  - Version originelle : 83 minutes[3] (métrage : huit bobines - 2 286 m[3])
  - Version conservée : 15 minutes  à 16 images par seconde (métrage : 271 m[4])
- Date de sortie :
  - Empire du Japon : novembre 1926[5],[6]

## Distribution

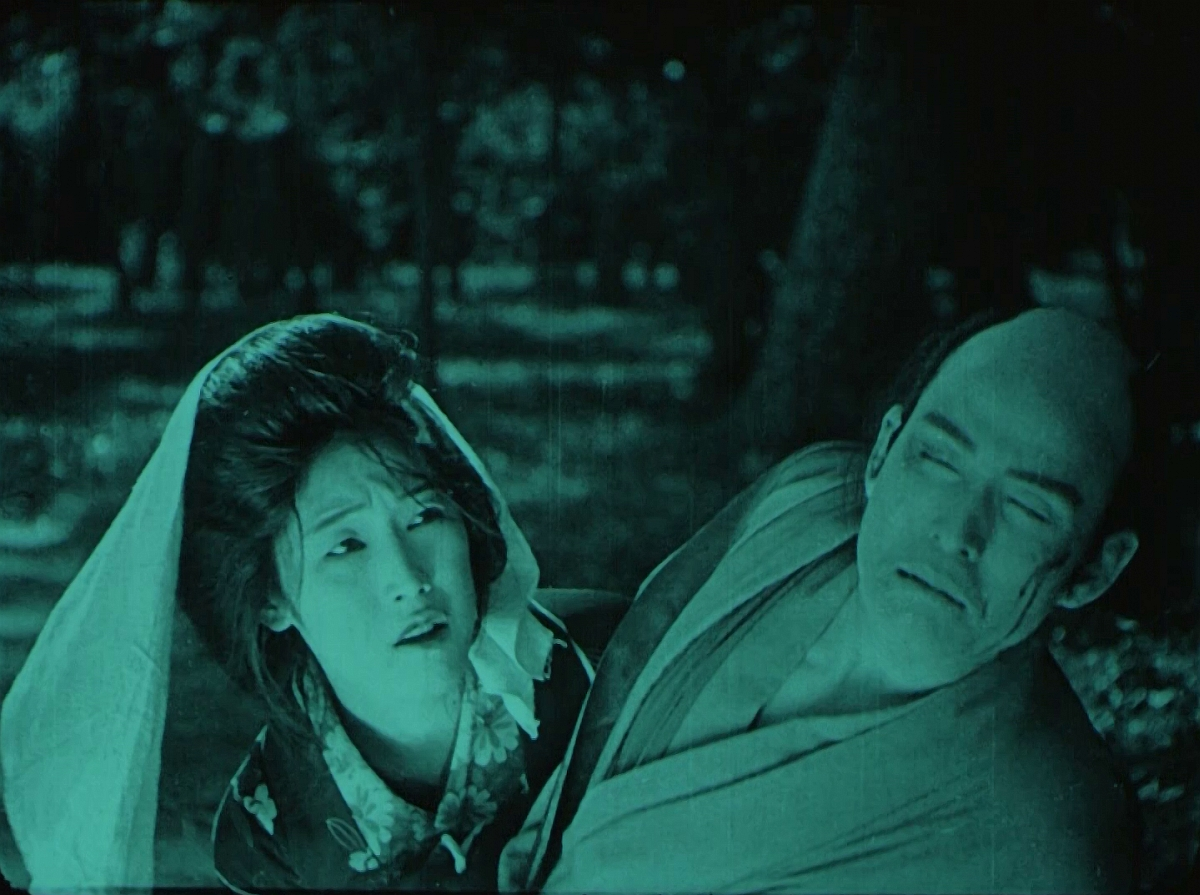
Yayoi Kawakami et Yuzuru Kume.

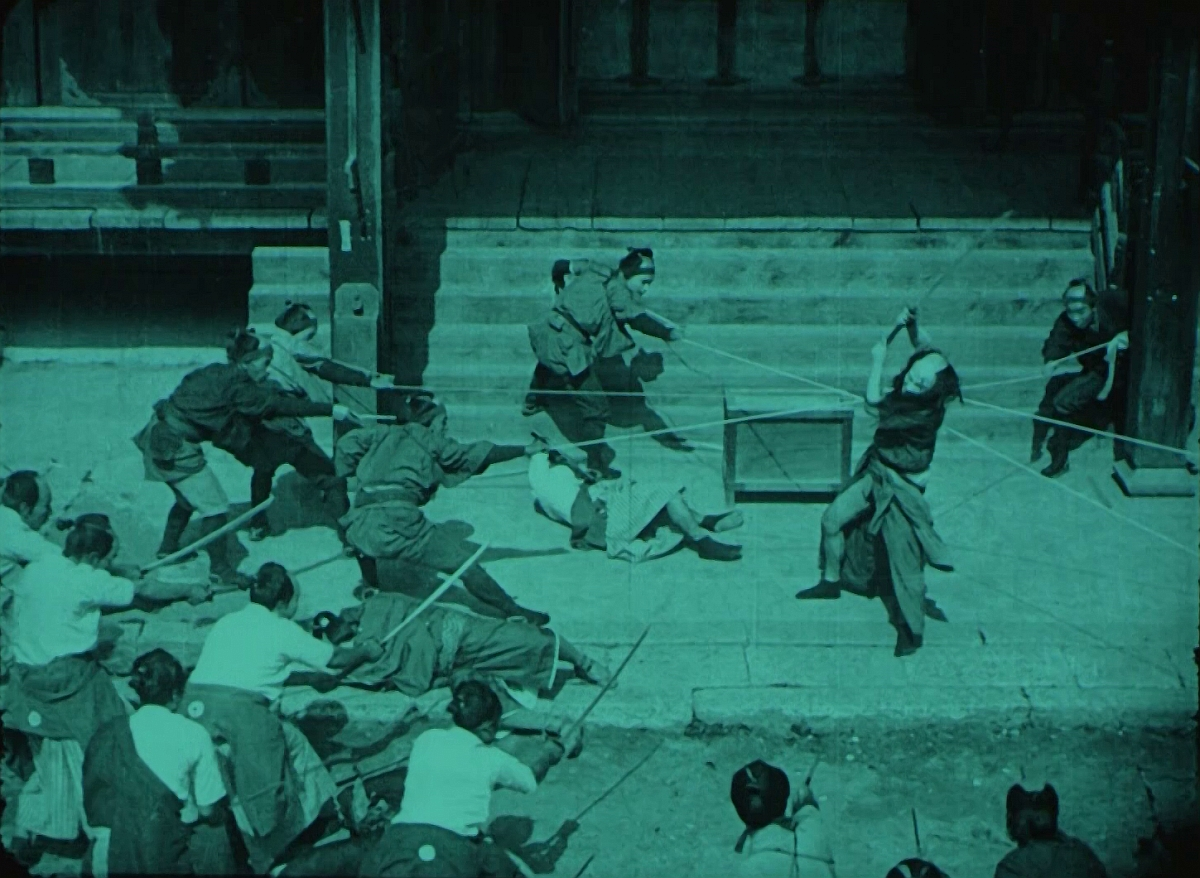
Scène du film.

- Denjirō Ōkōchi : Kazuma Iki
- Yuzuru Kume (ja) : Tsugio Iki, son frère
- Yayoi Kawakami (ja) : Yukie
- Utagorō Onoue (ja) : Sozaemon Numata
- Momonosuke Ichikawa (ja) : Tomigoro

## Autour du film
Chōkon est le premier film que Daisuke Itō réalise pour la Nikkatsu, société de production avec laquelle il s'est engagé en 1926, ce film marque aussi la première collaboration entre le cinéaste et l'acteur Denjirō Ōkōchi. Le titre est un mot emprunté au chinois, signifiant « une rancune qu'on ne peut oublier », il est traduit par « Un grand regret » dans la filmographie de Daisuke Itō dans l'ouvrage Le Cinéma japonais de Tadao Satō.
Seule une bobine de ce film de 1926 existe encore. Dans la scène ultime, un samouraï se retrouve seul à se battre face à cent autres. Les quinze minutes du film sont époustouflantes par leur cadrage, leur rythme, la modernité et la tension du montage. L’alternance des plans larges et brusquement serrés sur le visage du samouraï interprété par Denjirō Ōkōchi ajoute à la tension théâtrale de la mise en scène.
Le film a été restauré numériquement et teinté par le National Film Center en 2010,.